# أرشيبالد ديكسون
أرشيبالد ديكسون (بالإنجليزية: Archibald Dixon)‏ هو محامي وسياسي أمريكي، ولد في 2 أبريل 1802 في الولايات المتحدة، وتوفي في 23 أبريل 1876 في نفس البلد. حزبياً، نشط في حزب اليمين. وقد انتخب عضو مجلس الشيوخ الأمريكي.